# Aluminé
Aluminé ist die Hauptstadt des gleichnamigen Departamento in der Provinz Neuquén im Südwesten Argentiniens. Diese Gemeinde gehört in der Klassifikation der Gemeinden der Provinz Neuquén zu den Gemeinden der 2. Kategorie.

## Toponymie
Das Wort Aluminé entstammt der Sprache Mapudungun und bedeutet ‚Spiegel‘.

## Geschichte
Die Stadt wurde am 20. Oktober 1915 gegründet. Vor der „Eroberung der Wüste“ dominierte der Kazike Reuque Curá diese Gegend. Die erste „westliche“ Ansiedlung, das Fortín Paso de los Andes, entstand 1884.

## Mapuche-Reservate
Es gibt fünf verschiedene Indianerreservate in Aluminé:
- Aigo, am Rucachoroy-See
- Currumil, am Quillén-See
- Zalazar, in Carrilil
- Puel, in La Angostura und in Villa Pehuenia
- Catalán, am Aluminé-See

## Kultur
In dieser Gemeinde wohnte der slowenische Sprachforscher Juan Benigar, der ein wichtiger Forscher der Mapuche-Kultur war. Heutzutage trägt die öffentliche Bibliothek den Namen dieses Sprachforschers.

## Wirtschaft
Die wichtigste Geschäftigkeit der Gemeinde ist der Tourismus. Die bedeutendsten Freizeitbeschäftigungen sind Wandern, Rafting, Alpinismus und das sportliche Angeln.

## Klima
In dieser Andengegend ist das Klima gemäßigt und feucht.